# Anna Ulrika Ericsson
Anna Ulrika Ericsson, född 30 december 1966 i Stockholm, är en svensk skådespelare.

## Biografi
Anna Ulrika Ericsson växte upp i Lerum och debuterade som skådespelare redan som högstadieelev i Gösta Janssons lokalrevyer; på fritidsgården kom hon i kontakt med dramatikern Bo Sigvard Nilsson. Hon är huvudsakligen utbildad vid scenskolan i Malmö 1987–1990 och har även tillbringat ett år i Buffalo i USA där hon studerade drama. Därefter har hon varit engagerad vid Borås stadsteater, Stockholms stadsteater och Helsingborgs stadsteater. Hon har haft roller i bland annat TV-serien Familjen (2002) och långfilmen Fyra nyanser av brunt (2004). Hon har även deltagit i TV-serien Kvalster där hon spelar före detta strippan Nettan.

## Filmografi
- 1993 – Chefen fru Ingeborg (TV-serie)
- 1994 – År av drömmar (TV-serie)
- 1995 – Som löven i Vallombrosa (TV-serie)
- 1997 – Min vän shejken i Stureby (TV-serie)
- 1997 – Beck – Lockpojken
- 1997 – Beck – Mannen med ikonerna
- 1997 – Beck – Pensionat Pärlan
- 1998 – Beck – Vita nätter
- 1998 – Beck – Öga för öga
- 1999 – En dag i taget (TV-serie)
- 1999 – Gertrud
- 1999 – Rederiet (TV-serie) (i avsnitt 200 som Beatrice och Elinor Dahlén som ung)
- 2001 – Kattbreven
- 2002 – Beck – Sista vittnet
- 2002 – Familjen (TV-serie)
- 2003 – Morgonstund
- 2003 – Tillfällig fru sökes
- 2004 – Framom främsta linjen
- 2004 – Fyra nyanser av brunt (TV-serie)
- 2005 – Pappas lilla tjockis
- 2005 – Sex, hopp & kärlek
- 2005 – Kommissionen (TV-serie)
- 2005 – Kvalster (TV-serie)
- 2006 – Mästerverket (TV-serie)
- 2006 – Två tennisskor
- 2007 – Järnets änglar
- 2007 – Linas kvällsbok
- 2008 – Oskyldigt dömd (TV-serie)
- 2009 – Wallander – Hämnden
- 2009 – De halvt dolda (TV-serie)
- 2009 – Så olika
- 2010 – Andra Avenyn (TV-serie)
- 2010 – Hotell Kantarell (TV-serie)
- 2010 – Fired
- 2010 – Kommissarien och havet (TV-serie)
- 2011 – Maria Wern - Må döden sova
- 2012 – Isdraken

## Teater

### Roller
| År   | Roll     | Produktion                                                  | Regi            | Teater                   |
| ---- | -------- | ----------------------------------------------------------- | --------------- | ------------------------ |
| 1994 |          | De sista (Последние, Posledniye) Maksim Gorkij              | Ronnie Hallgren | Helsingborgs stadsteater |
| 1995 | Suzette  | Som man bäddar (Pyjama Pour Six) Marc Camoletti             | Jan Nielsen     | Helsingborgs stadsteater |
| 1995 | Lucietta | Gruffet i Chiozza (Le baruffe chiozzotte) Carlo Goldoni     | Jörgen Düberg   | Helsingborgs stadsteater |
| 1995 | Prinsen  | Lille prinsen (Le Petit Prince) Antoine de Saint-Exupéry    | Lars Svenson    | Helsingborgs stadsteater |
| 1997 |          | Johnny var en ung soldat (Johnny Got His Gun) Dalton Trumbo | Johan Holmberg  | Teater Bhopa             |
| 2009 |          | Pengarna eller livet (Funny Money) Ray Cooney               | Robert Dröse    | Turné                    |